# Pohlia otaruensis
Pohlia otaruensis là một loài rêu trong họ Bryaceae. Loài này được Cardot Ochi mô tả khoa học đầu tiên năm 1956.